# Systemphilosoph
Ein Systemphilosoph wird im Allgemeinen ein Philosoph genannt, dessen Denken von ihm selbst in ein (mehr oder minder kohärentes) System gebracht wurde. Nicht zu den Systemphilosophen werden Philosophen und Denker gerichtet, deren Grundgedanken von ihren Anhängern erst nach ihrem Tod systematisiert wurden (z. B. bei Platon => Aristoteles; bei Marx und Engels => Franz Mehring, Karl Kautsky, Antonio Labriola und Georgi W. Plechanow usw.) und zu einer einheitlichen Lehre systematisiert wurden. Das Denkgebäude vieler Philosophen und Denker wurde von ihren Schülern oder Anhängern (auch späteren) erst später zusammengefasst.

Zum philosophischen System im Verhältnis zu seiner Historie wurde festgestellt: 

„Der Gedanke eines umfassenden philosophischen Systems war mindestens für die Epoche der deutschen Philosophie nach Kant ein zentraler. Wer hingegen heute noch ein philosophisches System erstellen wollte, gilt als verschroben und würde vom akademischen Mainstream kaum ernst genommen.“

Als einer der wohl bekanntesten Systemphilosophen gilt Immanuel Kant (1724–1804) mit seiner Kritik der reinen Vernunft, jedoch scheint es auch, „daß Kant sich selbst nicht in erster Linie als ein System-Philosoph verstand“. Kant behauptete gegen David Hume (1711–1776) die „Möglichkeit objektiver Erkenntnis, da Notwendigkeit und Allgemeinheit “a priori” im Denken liegen“.
In Auseinandersetzung mit den von Kant aufgeworfenen Problemen entstand eine Fülle sich abwechselnder Systementwürfe. Der „absolute“ (auch „deutsche“)  Idealismus der Hauptvertreter (Hegel, Schelling, Fichte) „unterliegt als Systemphilosophie der Versuchung, allumfassende Ordnungs- und Sinnentwürfe zu konstruieren, ohne ein Korrektiv durch die für ihn nur zweitrangige Wirklichkeit anzuerkennen.“ Fichte, Schelling und Hegel wurden zu Hauptvertretern einer sehr ernstgetragenen Systemphilosophie gemacht. Der Deutsche Idealismus stand mit der Dichtung der Weimarer Klassik und der Romantik in vielfältiger Verbindung und Wechselwirkung.
Als eigenständige philosophische Position sträubt sich nach Rainer Schäfer beispielsweise Hölderlins poetisch-konkretistische Metaphysik „in ihrer Abkehr von der regelgeleiteten idealistischen Transzendentalphilosophie (Kant, Reinhold, Fichte, Schiller) und von der spinozistisch inspirierten Systemphilosophie, die letztlich rationalistischer Monismus ist (früher Schelling)“.
Arthur Schopenhauer (1788–1860) war ein Systemphilosoph, der in der großen Tradition des klassischen deutschen Idealismus stand.

Nicht alle Systeme von Systemphilosophen oder vermeintlichen Systemphilosophen wurden als geglückt empfunden. Bettina von Arnim z. B. wetterte bereits „gegen die Systemphilosophen, gegen Rousseau und das „Pädagogenwesen“ […], gegen die Stimme des Volkes“ und vieles andere mehr. Fritz Mauthner beispielsweise urteilt in seinem Wörterbuch der Philosophie über das Bedürfnis Haeckels, sich in die Reihe der Systemphilosophen zu stellen: 

„Aber der Deutsche, der Landsmann von Kant, der Professor, mochte das Bedürfnis fühlen, auch begrifflich seinen Monismus zu klären, sich in die Reihe der Systemphilosophen zu stellen, und da gehört Haeckel, so hart es klingen mag, zu den Halbgebildeten, die nirgends schrecklicher sind, als auf philosophischem Gebiete.“

Bereits zuvor hat es Systemphilosophen gegeben, wie den Universalgelehrten Gottfried Wilhelm Leibniz (1646–1716), dessen Gedanken von dem Aufklärer  Christian Wolff in der Leibniz-Wolffschen Schule systematisiert wurden.
Den Aufklärern wiederum diente Isaac Newton „als Lichtgestalt, der als Vertreter der empiristischen Wissenschaft stilisiert und gegen die Systemphilosophen Descartes, Leibniz und Malebranche profiliert“  wurde.
Die sich im Wesentlichen an aristotelisch-neuplatonischem Denken orientierenden Vertreter der Mascha'iyya-Schule (Peripatetiker) in der islamischen Philosophie, wie al-Farabi (gest. 950), Ibn Sina (Avicenna; gest. 1037), Ibn Baddscha (Avempace; gest. 1138) und Ibn Ruschd (Averroes; gest. 1198), werden ebenfalls zu den Systemphilosophen gezählt.
Das System des Krausismo nach dem deutschen Philosophen Karl Christian Friedrich Krause (1781–1832) fand im spanischen Sprachraum (insbesondere in Lateinamerika) Beachtung.
 

Zur Beschreibung der Bemühungen des Systemphilosophen Herbert Spencer (1820–1903) verwendet der britische Soziologe John Offer die Worte des Philosophen Whitehead (zur Spekulativen Philosophie): 

„For Spencer was a System Philosopher, one who endeavoured (in Whitehead's words) 'to frame a coherent, logical , necessary system of general ideas in terms of which every element of our experience can be interpreted'. / dt. Denn Spencer war ein Systemphilosoph, einer, der bestrebt war, (in Whiteheads Worten) "ein kohärentes, logisches, notwendiges System allgemeiner Ideen zu entwerfen, in dessen Rahmen jedes Element unserer Erfahrung interpretiert werden kann".“

Das philosophische System Wilhelm Wundts (1832–1920) fand in jüngerer Zeit im deutschen Sprachraum wieder Beachtung.
In seinem Werk Das Wesen der Philosophie zeigte Wilhelm Dilthey (siehe auch unter Lebensphilosophie) auf, warum angesichts der historischen und gesellschaftspolitischen Entwicklungen die Systemphilosophien überflüssig geworden sind.
In neuerer Zeit werden Namen wie Zhao Tingyang, Bruno Latour, Timothy Morton, Niklas Luhmann und Ervin László als Systemphilosophen bzw. im Zusammenhang mit einer Systemphilosophie genannt.
Es gibt jedoch auch große Philosophen abseits der akademischen wie populären Philosophiegeschichte mit ihren „vorzugsweise ganzheitliche(n) Ideengebäude(n), die als geschlossene Systeme gelten sollen, während privates Denken und private Denker in aller Regel unberücksicht bleiben“ (Felix Philipp Ingold). Eine neuere Essaysammlung von Felix Philipp Ingold präsentiert von einer solcher Missachtung betroffene „Privatphilosophien der Moderne“: „'selbstdenkende' Dichter, Künstler, Wissenschaftler, die keiner Schul- oder Systemphilosophie verpflichtet sind“.

Zum „abstrakten Diskurs der Ideologen und Systemphilosophen, der Sinnverwalter und Tugendwächter“ wurde von Matthias Bauer angemerkt: 

„Als Gegenstände der Rede werden Mensch und Welt zu Zeichen für etwas verdinglicht, das nicht mehr mit ihnen selbst übereinstimmt. Katalogisierungen, Benennungen, Definitionen treten vor allem im abstrakten Diskurs der Ideologen und Systemphilosophen, der Sinnverwalter und Tugendwächter an die Stelle konkreter Erfahrungen; was diese Beherrscher der Sprache bewegt, ist die Einhaltung der Regel und nicht der je besondere Lebenslauf, der ihnen bloß als Ausnahme gilt.“

Den teils umfangreichen Werken und Denkgebäuden verschiedener Systemphilosophen stehen die Aphoristiker mit ihren Gedanken entgegen, wie beispielsweise die der Sudelbücher von Georg Christoph Lichtenberg (1742–1799) oder der französischen Moralisten.

In der Lakonischen philosophischen Enzyklopädie wird diesbezüglich summiert: 

„In philosophy, the main thing is not quantity, but quality. [...] Therefore, even a single philosophical phrase or aphorism can be of high quality and have a greater philosophical meaning than many dozens of volumes philosophizing trivially.“